# Sankt Georgios kyrka, Istanbul
Sankt Georgios kyrka (grekiska: Καθεδρικός ναός του Αγίου Γεωργίου/Kathedrikós Naós tou Agíou Geōrgíou; turkiska: Aya Yorgi Kilisesi) är en grekisk-ortodox kyrkobyggnad belägen i distriktet Fener, nordväst om Konstantinopels gamla stadskärna i staden Istanbul i nordvästra Turkiet.
Kyrkan är helgad åt den romerske martyren, soldaten och helgonet Sankt Göran.
Den är sedan ca år 1600 katedral och säte för Konstantinopels ekumeniska patriarkat, vars Patriark betraktas som den "främste bland likar" inom den Östortodoxa kyrkan.
Med tanke kyrkans status inom den kristna världen ät den relativt liten. Detta beror på att det Ottomanska riket förbjöd dhimmis från att uppföra icke-islamiska religiösa byggnader som var mer praktfulla än motsvarande islamiska byggnader.

## Historik
Efter den Osmanska erövringen av Konstantinopel år 1453 förlorade Konstantinopels Patriarkat sin katedral Hagia Sofia, som istället gjordes om till en moské. Runt år 1600 flyttade Patriarkatets säte istället till Sank Georgios kloster i fenerdisktriktet, som därefter blev centrum för stadens Grekiska kristna minoritet. Klostret renoverades och byggdes ut 1614 och enbart få spår finns kvar av den ursprungliga byggnaden. Kyrkan har sedan dess renoverats och byggts om flera gånger. Dess nuvarande utseende stammar i stor utsträckning från en restoration inledd år 1797.
Efter det Osmanska rikets fall utsattes den grekiska minoriteten i Turkiet och Istanbul för omfattande förföljelser, som bland annat tog sig uttryck i Pontisk-grekiska folkmordet och Istanbulpogromen 1955. På grund av detta minskade den grekisk-ortodoxa befolkningen i Istanbul från ca 200 000 personer år 1924 till enbart 2,500 år 2006. Som en följd av detta har patriarken i Konstantinopel blivit något av en ledare utan en flock, åtminstone på lokal nivå. Av den anledningen fungerar Sankt Georigios kyrka idag främst som ett symboliskt centrum för Patriarkatet samt som ett mål för grekisk-ortodoxa pilgrimer från andra delar av världen.

## Bilder

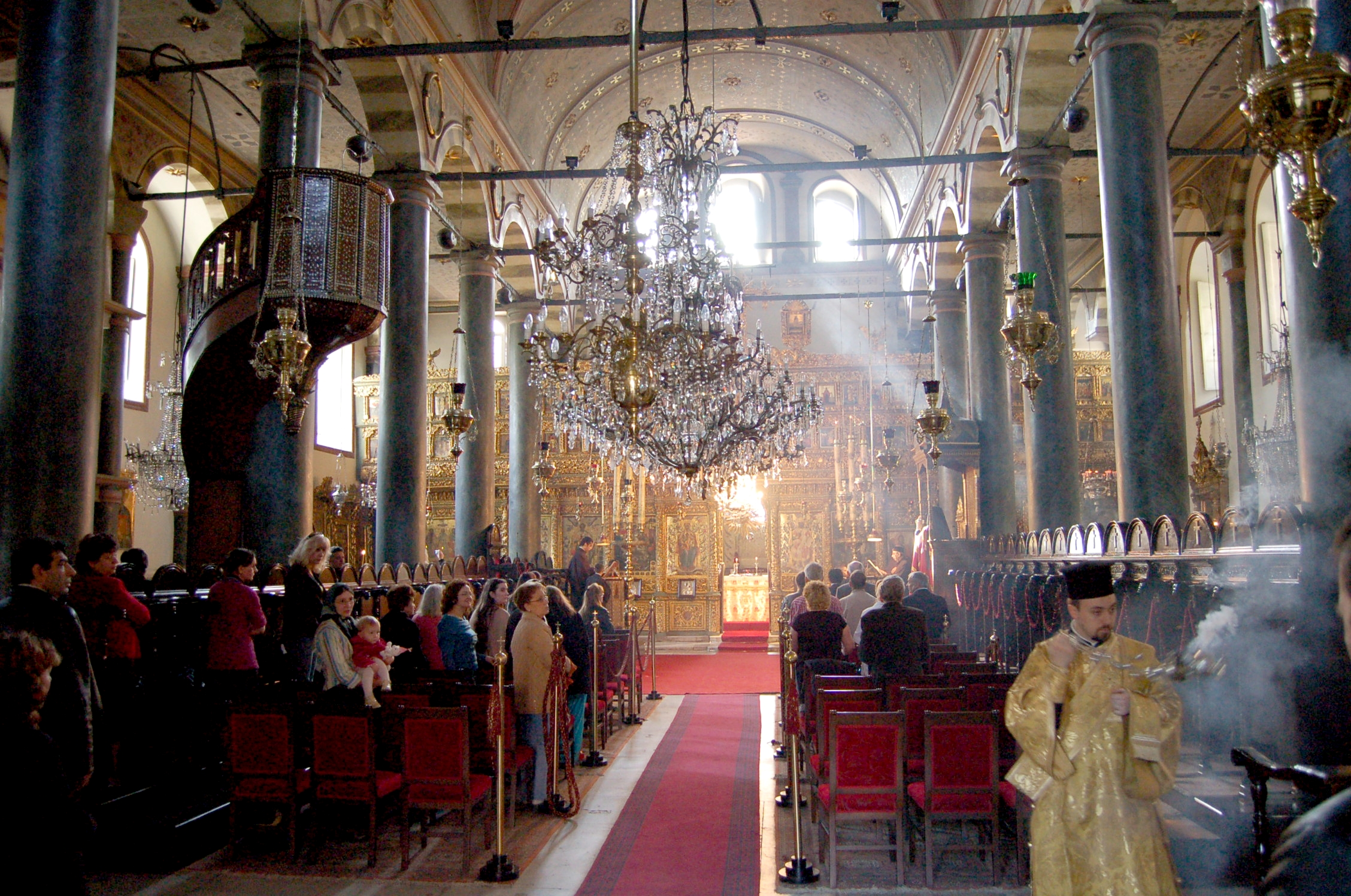
Interiör.
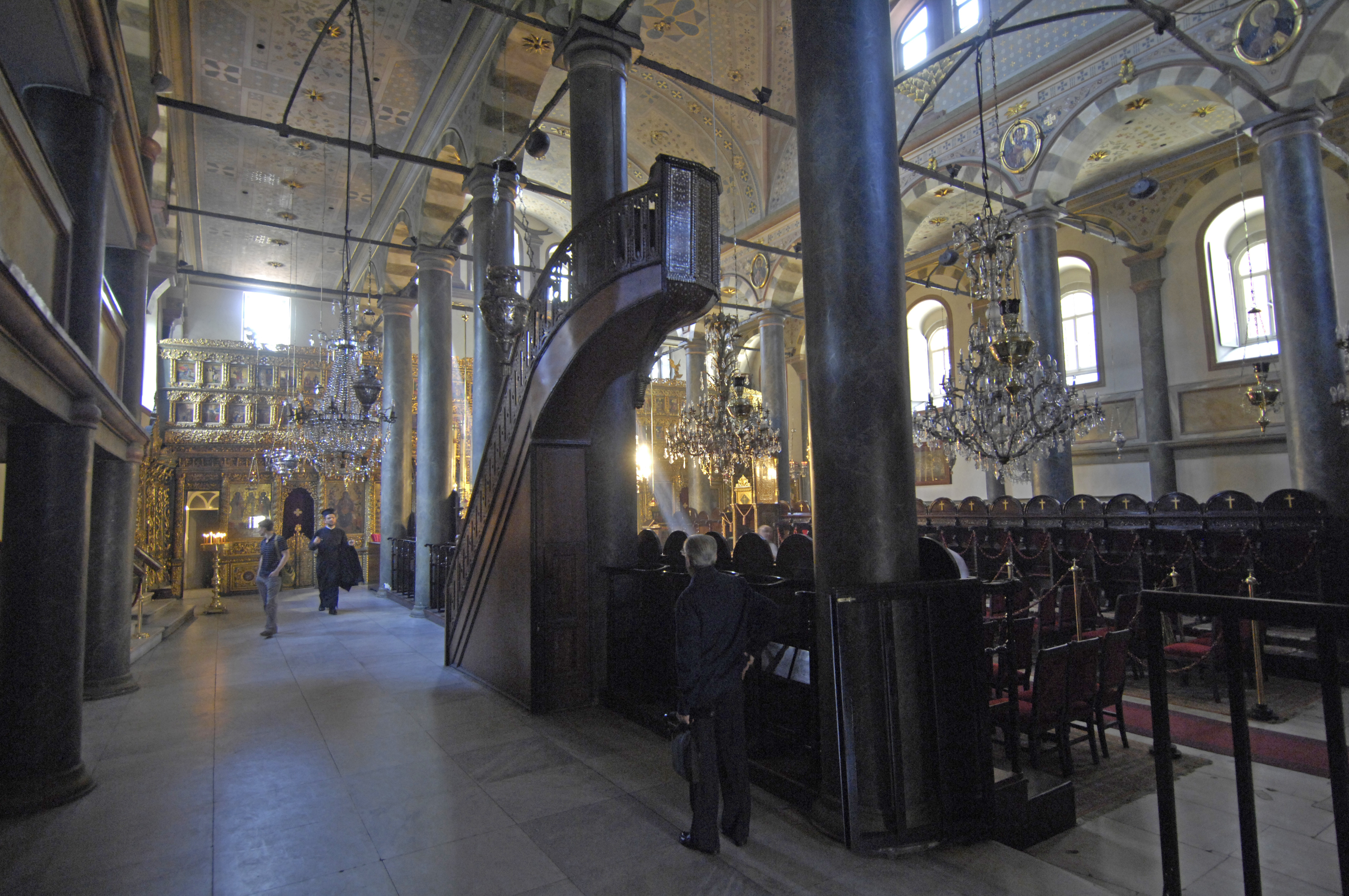
Interiör.
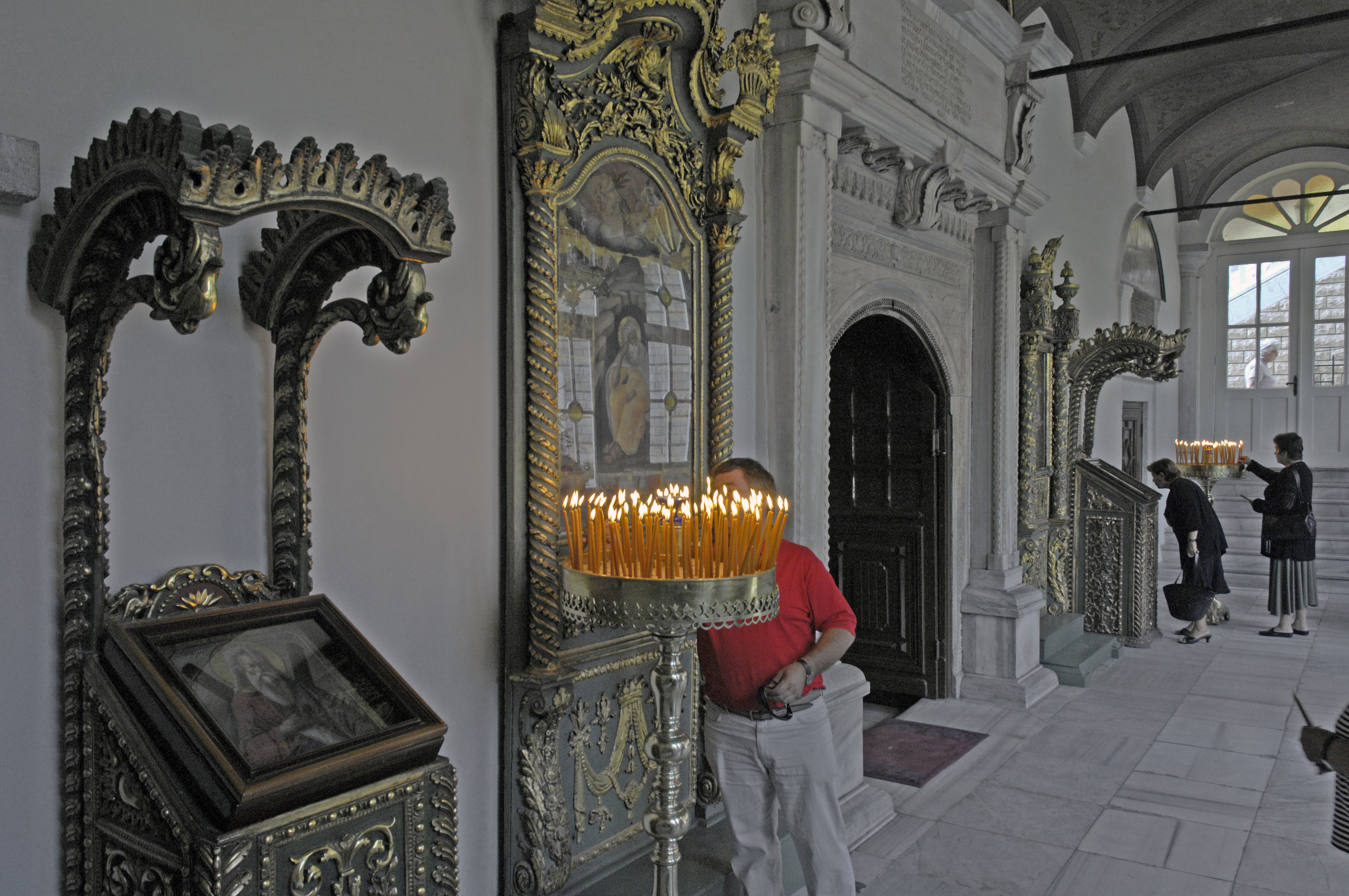
Interiör.
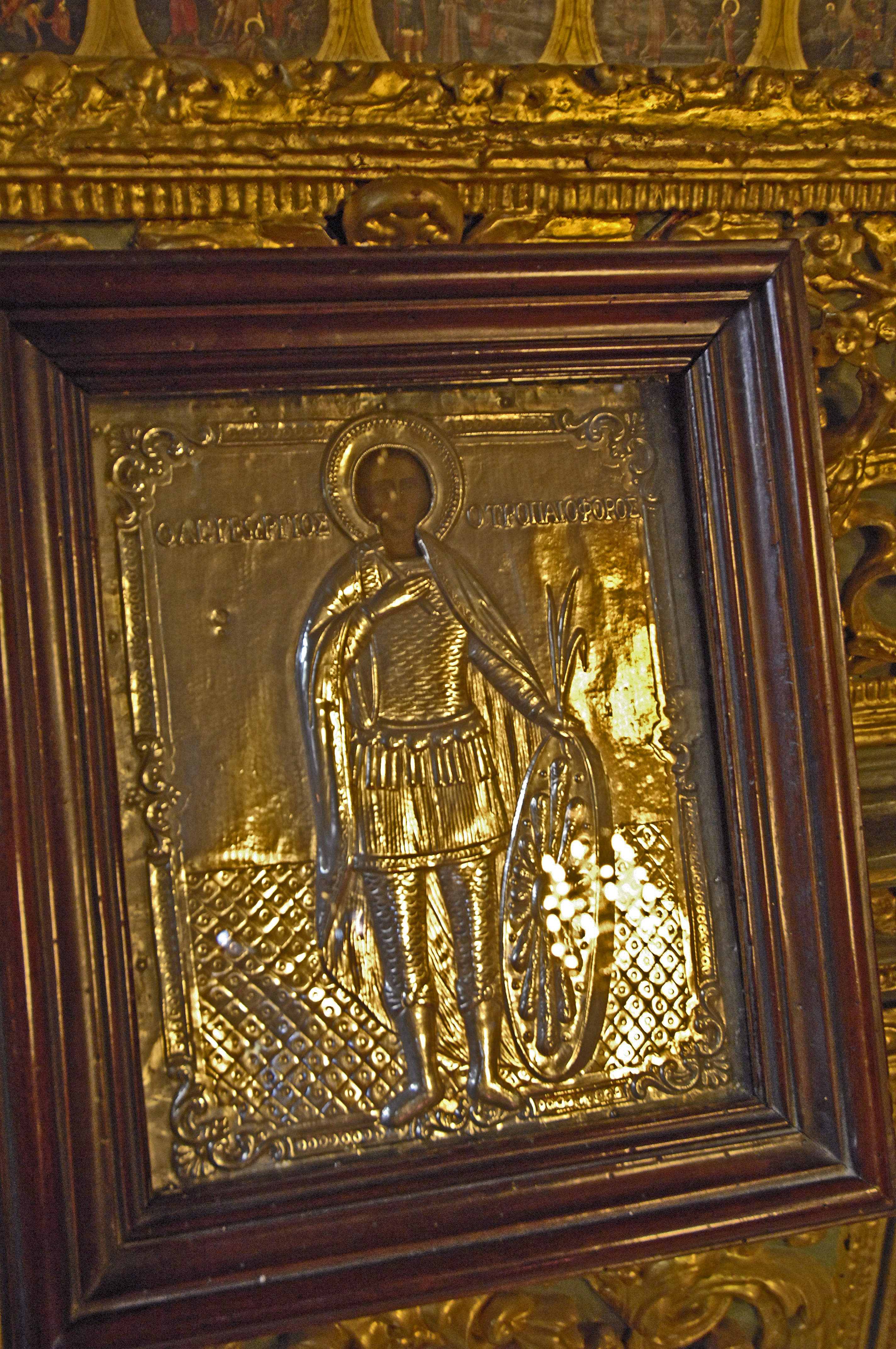
Ikon.